# Unnur Birna Vilhjálmsdóttir
Unnur Birna Vilhjálmsdóttir (Reykjavík, 25 de maio de 1984) é uma advogada e rainha da beleza islandesa, vencedora do Miss Mundo 2005.
Ela foi a terceira de seu país a vencer este concurso, tendo sido precedida por Hólmfríður Karlsdóttir em 1985 e Linda Pétursdóttir em 1988. Sua mãe, Unnur Steinsson, foi a quinta colocada no Miss Mundo 1983.

## Biografia
Unnur era estudante de Antropologia e Direito antes de participar do Miss Mundo e trabalhava como agente da polícia aeroportuária em meio turno e como vendedora numa loja de roupas. A revista Hola escreveu em 11 de dezembro de 2005 que ela também atuava, cantava, esquiava, gostava de caminhadas em trilhas, andar a cavalo, tocar piano e que ela tinha um talento especial como coreógrafa.
Sua mãe, Unnur Steinsson, foi a quinta colocada no Miss Mundo 1983. Após ser classificada para o Top 7, ela avisou aos organizadores que estava grávida, o que a impediria de ser coroada, se vencesse, segundo as regras do concurso. A filha da qual estava grávida foi a Miss Mundo 22 anos depois.
Formou-se em Direito pela Universidade de Reykjavik em 2012 e é casada com Pétur Rúnar Heimisson, com quem tem uma filha, Erla Rún.

## Participação em concursos de beleza

### Miss Islândia
Unnur venceu o Miss Reykjavik em abril de 2005 e depois, em maio, o Miss Islândia, o que lhe deu o direito de participar do Miss Mundo 2005. Após vencer o Miss Islândia ela disse: "foi um sonho e me sinto muito bem".

### Miss Mundo
No dia 10 de dezembro de 2005, em Sanya, na China, ela venceu o Miss Mundo aos 21 anos de idade, tendo derrotado outras 101 concorrentes. No concurso ela também foi finalista na prova preliminar de Traje de Banho. A revista espanhola Hola escreveu logo após o concurso que ela não havia escutado quando seu nome foi chamado. "No início não escutei meu nome, quando fui escolhida, mas soube que era eu porque nenhuma outra menina se mexeu até o centro do palco".

#### Reinado como Miss Mundo
Após vencer, ela voltou para a Islândia, onde foi recebida pelo primeiro-ministro Halldór Ásgrímsson e 10 mil pessoas. "Mal entro na Islândia e vejo aquele mar de gente", disse em 2016.
Durante seu ano de reinado ela viajou para diversos países, como Alemanha, China, Polônia e Suíça, e passou várias semanas em Londres, na sede da Miss World Organization. Em 2006 ela foi à Copa do Mundo na Alemanha, onde respondeu para a imprensa que o jogador mais bonito da competição era David Beckham. "Ele tem tudo", disse ela.
Em 2016 ela contou que quando esteve com David Cameron, então primeiro-ministro da Grã-Bretanha, este lhe disse ter ficado surpreso ao ver que uma rainha da beleza quisesse estudar direito e que soubesse falar sobre tantos assuntos. "Com o título seguiu o preconceito", disse ela.

## Vida após os concursos
Cerca de um mês depois de coroar sua sucessora, em outubro de 2006, sua casa foi invadida por um ex-namorado. Ele veio acompanhando de outro homem, que bateu numa amiga de Unnur, tendo ela mesma machucado um dedo quando o ex-namorado a impediu de usar o telefone para chamar a polícia. "Ele fez isto por ciúme", disse naà época.
Em 2010 ela trabalhou como relações públicas em Xangai, na China, durante vários meses, no Pavilhão da Islândia da World Expo.
Em 2016, 10 anos depois de coroar sua sucessora, o Visir escreveu que ela desapareceu tão rápido dos holofotes quanto se tornou famosa. "Foi intencional. Foi bom. Voltei a estudar depois", disse, falando que não fazia questão de ser famosa. "Eu ia a uma loja e as pessoas ficavam olhando o que eu estava comprando. Isso não me parece desejável. Eu tenho dificuldade em entender as pessoas que buscam fama", disse para a publicação. Ela também falou que "embora eu tivesse 21 anos, não tinha maturidade para lidar com tanta atenção de uma só vez. Apenas agradeço por nada disso ter mudado sobre o que eu pretendia nos meus estudos e trabalho".
Unnur é casada com Pétur Rúnar Heimisson, com o qual tem uma filha, nascida em 2011.

## Curiosidades
- Ela é considerada uma das maiores modelos da Islândia, ao lado de Heida Reed e Manuela Ósk Harðardóttir.[16]

- Sua mãe participou do Miss Mundo 1983 e quando chegou ao Top 7, avisou que estava grávida. A criança que ela esperava era Unnur Birna.[4]
- Ela foi a terceira islandesa a vencer o Miss Mundo, fazendo assim de seu país um dos mais bem-sucedidos neste concurso.[3]